# Инактивисана полио вакцина
Инактивисана полио вакцина (ИПВ) или Салкова мртва вирусна вакцина против дечје парализе се производи од три типа вируса дечје парализе и са њеном применом се почело деведесетих година 20. века на просторима Балканског полуострва, у ситуацијама када је код деце контраиндикована примена оралне (живе) полио вакцина (ОПВ). Реч је о деци са имонодефицијентним стањима, као и браћи и сестрама у тим породицама.

## Дечја парализа
Дечја парализа (poliomyelitis) је вирусна заразна болест која након уношења вируса у организам може да изазове оштећења нервног система праћеног парализом (одузетошћу). 
Епидемиологија
Дечја парализа која се јавља појединачно и у мањим или већим епидемијама. се јавља код једне од 200 заражених особа, и може да резултује смртним исходом (због парализе мишића за дисање) код 5–10% особа са парализом. Код деце најчешће се јавља до пет година живота (80–90% случајева).
Болест се преноси директним контактом, углавном фекално-оралним путем. Инкубациони период од уношења узрочника у организам до развоја болести је у широком распону од 3 до 35 дана. Оболели вирус излучују у спољашњу средину столицом до шест недеља од почетка болести.
Клиничка слика
Као „мала болест” карактерише се симптомима као што су:
- температура, слабост, главобоља,
- мучнина и повраћање,

Уколико болест напредује у „велику болест” јављају се:
- јаки болови у мишићима
- укоченост врата и леђа са појавом акутне млитаве одузетости, која је карактеристична по асиметрији
- доживотна инвалидност.

Заштита
Вакцина дата у више доза даје заштиту током живота. Број случајева дечје парализе, на глобалном нивоу, смањен је за 99% од 1988. године, захваљујући примени вакцине. Последњи случај у Србији регистрован је 1996. године.

## Индикације
Ова вакцина индикована је:
- За превенцију полиомијелитиса код одојчади, деце и одраслих, за примарну вакцинацију и за ревакцинацију.
- Код имунокомпромитованих пацијената, њихових укућана и особа код којих је орална вакцина против дечје парализе контраиндикована.
- Као ревакцинација код особа које су претходно вакцинисане оралном вакцином против дечје парализе

Код деце код које није започета вакцинација до навршених 12 месеци живота препоручује се имунизација са инактивисаном полио вакцином (ИПВ), која даје заштиту од 99% након апликовања треће дозе која је дуготрајна.
У већини земаља ИПВ се користи у примовакцинацији током прве године живота, а ревакцинација се сроводи са ОПВ. Светска здравствена организација још увек не препоручује прелазак на комплетну примену ИПВ у примо и ревакцинацији.

## Начин примене и дозирање
ИПВ се може дати у форми појединачне вакцине или комбиноване (ДТП-ИПВ, ДТаП-ИПВ, ДТаП-ИПВ- Хиб, ДТаП-ИПВ- Хиб-ХепБ, ДТ-ИПВ, дТ -ИПВ и др). Данас су фармацеутске куће све ресурсе усмерила на производњу ИПВ од Сејбинових сојева вируса дечје парализе.
Примарна вакцинација
Од 2 месеца старости, дају 3 узастопне дозе вакцине од 0,5 ml у размацима од једног до два месеца.
Према препорукама Проширеног програма имунизације, Светске Здравствене Организације, ИПВ се може применити почев од 6 недеља старости по шеми: 6-та, 10-та, 14-та недеља.
Одраслим, невакцинисане особама је потребно дати 2 узастопне дозе од 0,5 ml у размаку од једног или препоручује се два месеца.
Ревакцинација
У узрасту од 2 године, спроводи са са 4. доза (прва ревакцина), апримењује се годину дана после 3. дозе вакцине.
Код одраслих, 3. доза (прва ревакцина) примењује се 8-12 месеци после 2. дозе вакцине.
Наредне ревакцинације се врше сваких 5 година код деце и адолесценте и сваких 10 година код одраслих.
Вакцина против полиомијелитиса, инактивисаном вакцином примењује се у складу са националним препорукама за имунизацију.
Начин примене
Пожељно је вакцину применити интрамускуларно (у мишић), мада се може применити и субкутано (ипод коже).
Пожељно место за интрамускуларно убризгавање је средњи спољашњи део бутине код одојчади и мале деце, а код старије деце, адолесцената и одраслих у делтоидни мишић.
Складиштење
- ИПВ се чува у фрижидеру на температури (између +2°C i +8°C), у оригиналном паковању ради заштите од светлости.
- Вакцина се не сме замрзавати.[6]

## Нежељена дејства
Као и све вакцине, ИПВ може проузроковати нежељена дејства, која су пријављивана веома ретко, (<0.01%) мада се тачна стопа учесталости се не може прецизно израчунати, па је њихова фреквенца окарактерисана као непозната. Најчешћа описана нежељена дејства у проспектима фармацеутских кућа, које производе вакцину су:
- Локалне реакције на месту примене: бол, еритем (црвенило коже), индурација.
- Повишена телесна температуре.
- Оток, осип или индурација се могу јавити у оквиру 48 часова и трајати један до два дана и може се проширити по целом телу.
- Лимфаденопатија (повећање величине лимфних чворова).
- Пролазни благи пораст телесне температуре (пирексија) која се може појавити 24 до 48 часова после вакцинације.
- Реакције преосетљивости (алергије): уртикарија, Куинцке-ов едем (оток лица), анафилактички шок (тешка алергијска реакција) као реакција на неки од састојака вакцине.
- Умерена и пролазна артралгија (бол у зглобовима) и мијалгија (бол у мишићима) у данима после вакцинације.
- Конвулзије (са или без грознице) у данима после вакцинације, главобоље, умерена и пролазна парестезија (осећај трњења, нарочито у доњим екстремитетима) која се дешава у оквиру две недеље после вакцинације.
- Узнемиреност, поспаност и иритабилност се могу појавити у првим часовима или данима после вакцинације и брзо престају.
- Код превремено рођених беба (у 28. гестационој недељи или раније) могу се јавити дужи размаци између удисаја него што је нормално, 2-3 дана након вакцинације